# Marosillye

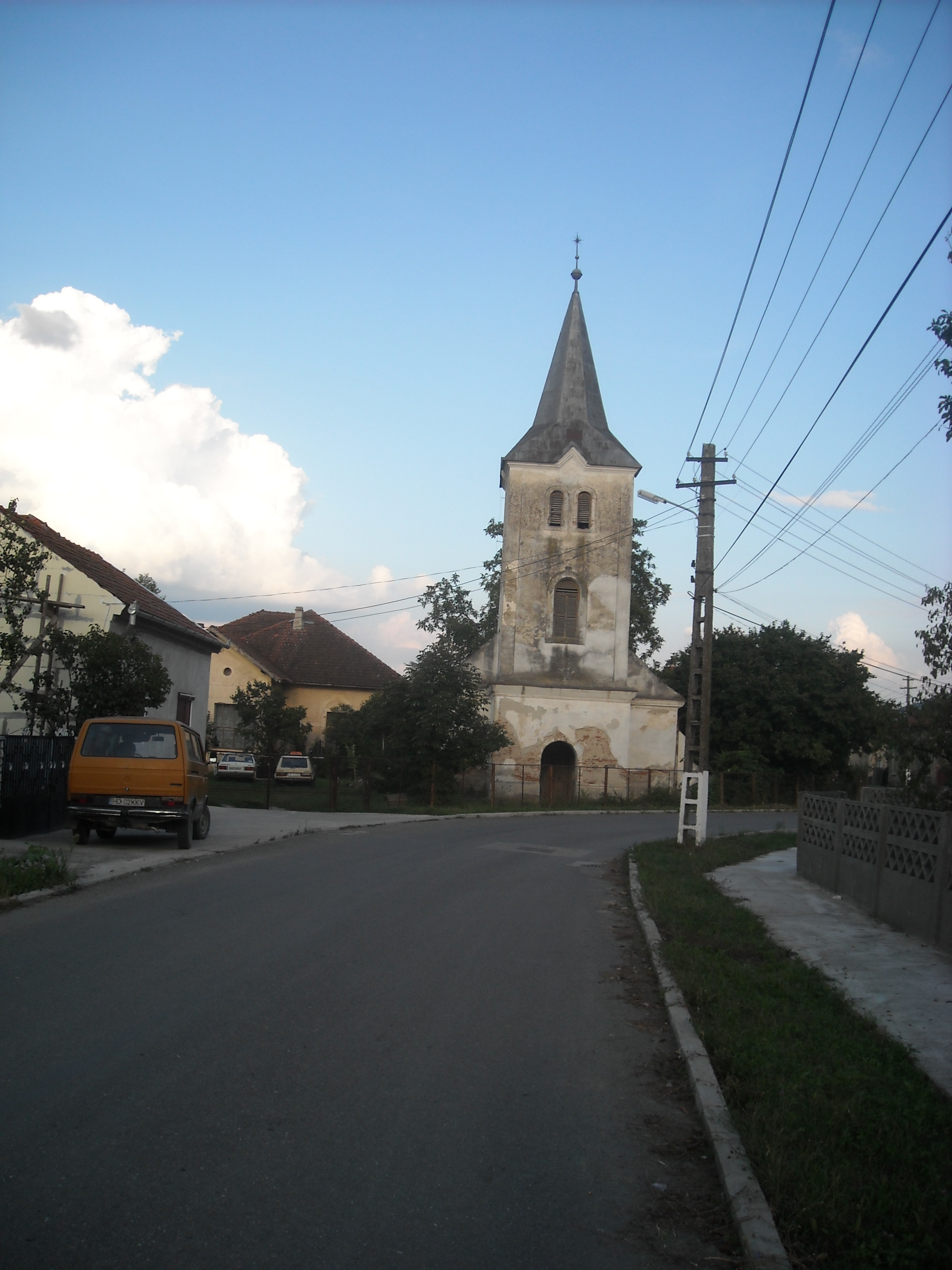
A református templom

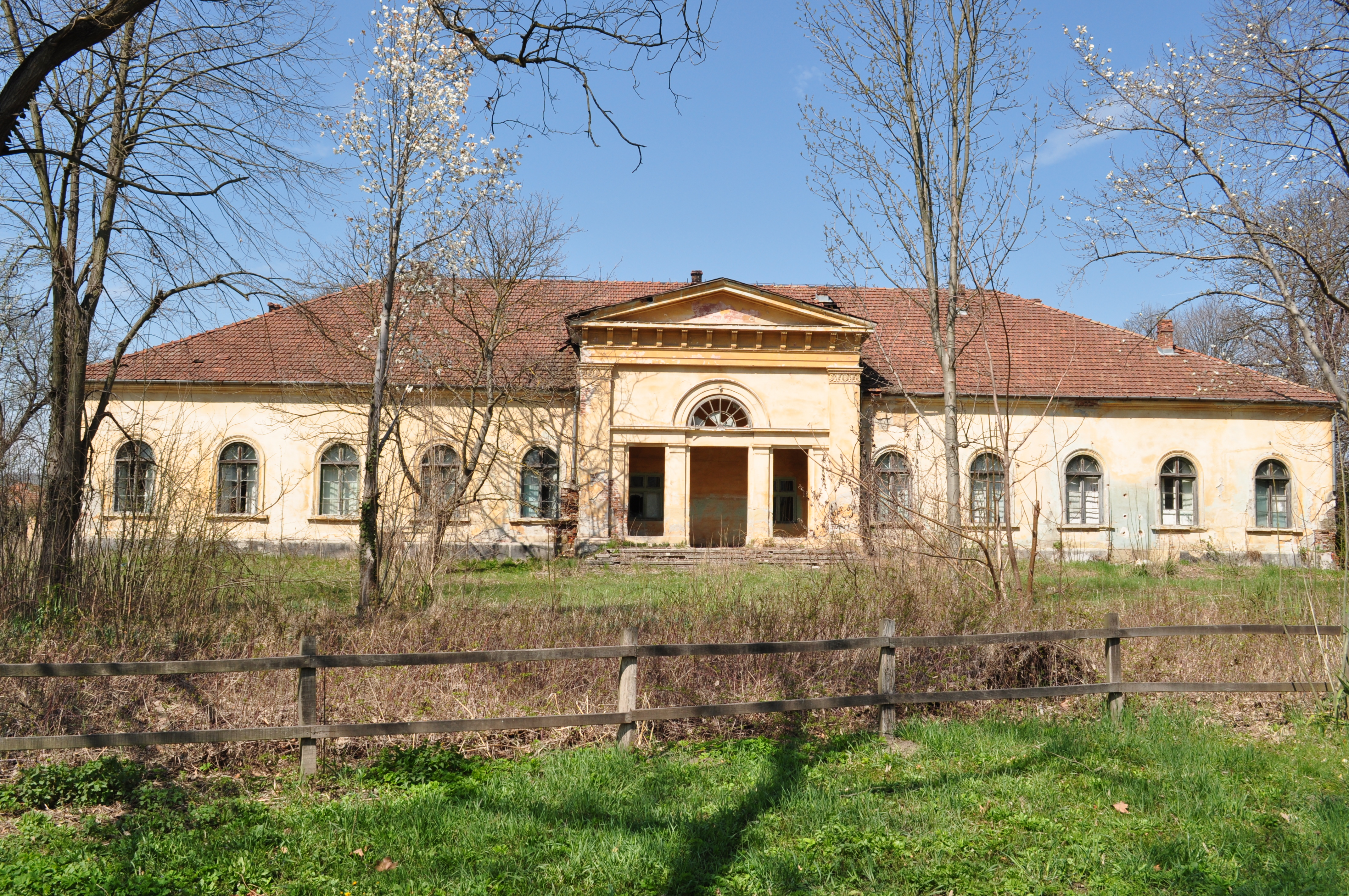
A Bornemisza-kastély

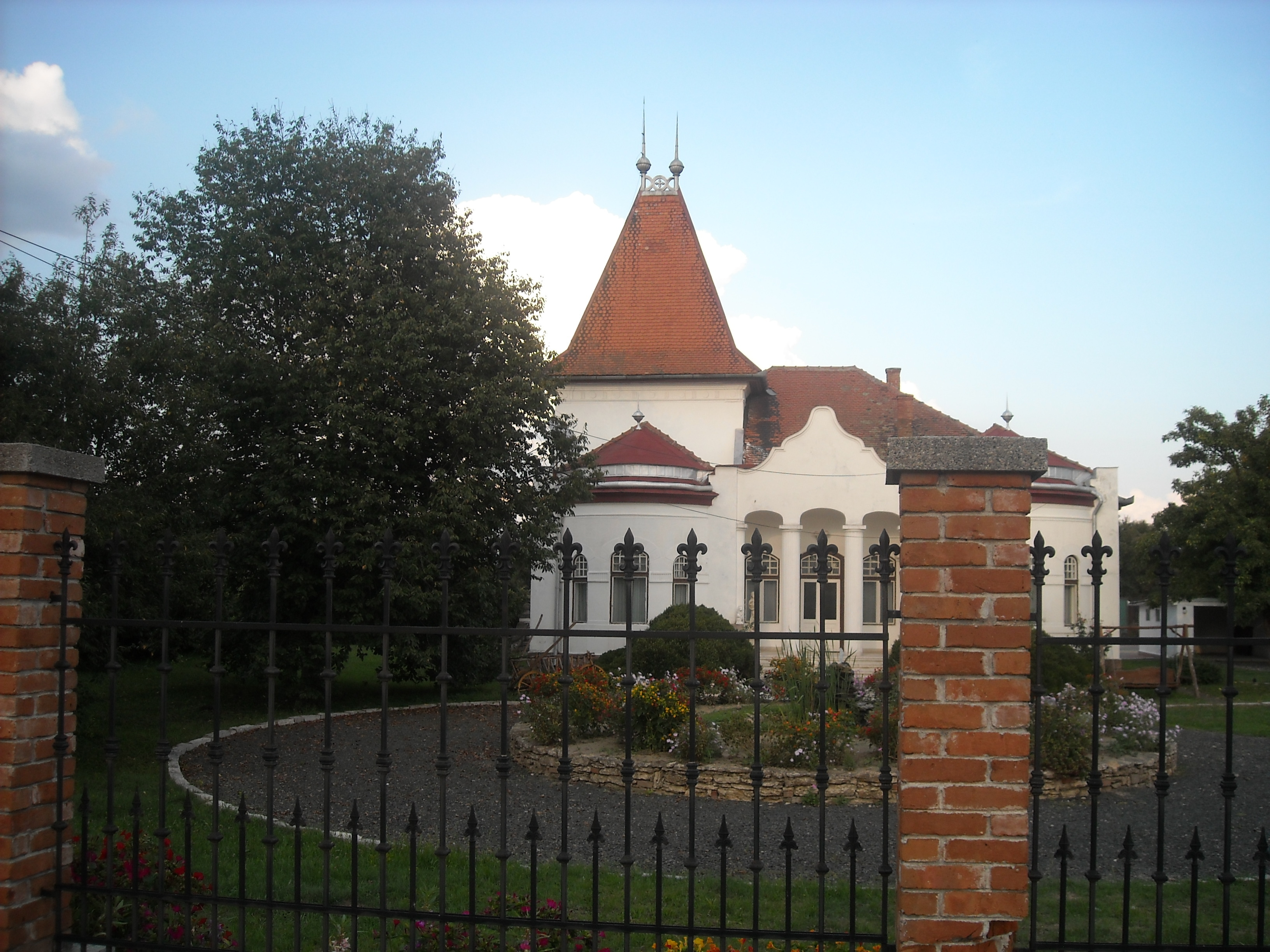
A volt Rappaport-kúria

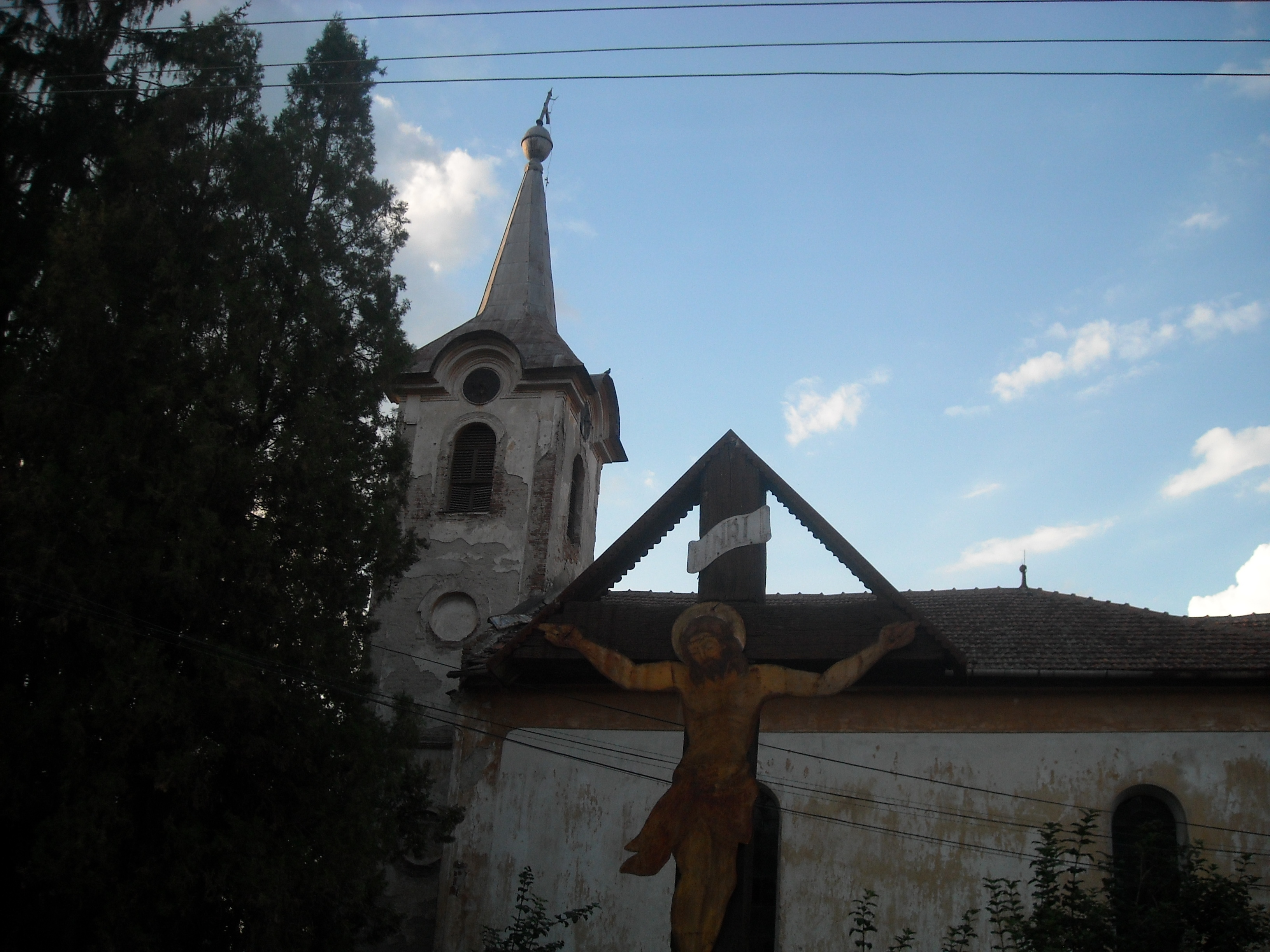
A római katolikus templom

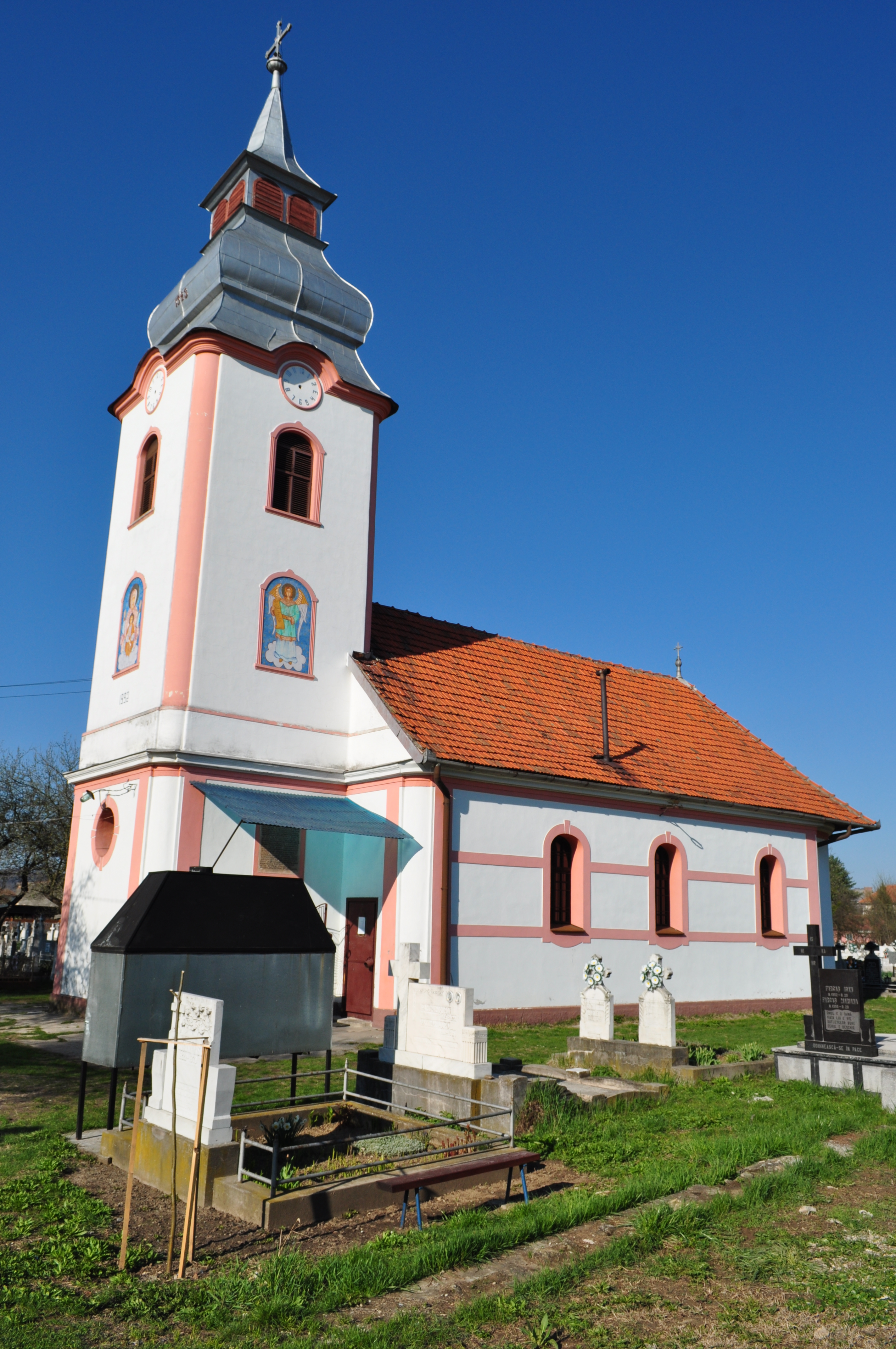
Az ortodox templom

Marosillye (Marosilye, románul Ilia, németül Elienmarkt) falu Romániában, Erdélyben, Hunyad megyében.

## Fekvése
Dévától 21 km-re északnyugatra, a Maros jobb partján fekszik. A község 91,38 km²-es teljes területének 37%-a erdő, 29%-a szántó, 20%-a legelő és 7%-a rét.

## Nevének eredete
Az Illés névnek megfelelő Illye személynévből származik. Román neve ugyancsak az Illés egyik alakja. Első említései: Helya (1260), Elya (1266), Elye (1292), Illye (1353).

## Története
1292-ben az Ákos nemzetségbeli Illyei család engedélyt kapott, hogy román (vlach) pásztorokat telepítsen be. 1350-ben vásáros hely volt magyar lakossággal, az erdélyi vajda jelenlétében tettek tanúságot a határjárásról, ami által földjeit szétválasztották a körülötte élő románokétól. A 15. században birtokközpont volt, arany- és ezüstbányák és egy marosi rév tartozott hozzá.
A Dienessi család által épített erődített nemesi lakot 1468-ban említik először. 1560-ban az országgyűlés elrendelte megerősítését. 1574-ben Báthory István fejedelmi várrá tette és állandó őrséget helyezett el benne. A Dienessiek kihalása után a fejedelem 1576-ban Bethlen Farkas főkapitánynak – Bethlen Gábor apjának – adományozta. Ekkori uradalmához tartoztak Marosbrettye, Bácsfalva, Szakamás, Vorca, Csertés, Viszka, Füzesdbogara, Kulyes és Gothátya falvak. 1603-ban Basta foglalta el, majd visszaadta Bethlen Gábornak, aki a várat 1613-ban, a töröktől elfoglalt Lippa mintájára bástyákkal és kőfalakkal kezdte erődíteni. 1614-ben és 1624-ben Bethlen Gábor itt kelt rendeleteiben a református hitre térő román papokat felmentette a jobbágyi szolgálatok alól. Bethlen székelyeket is betelepített Szárhegyről a település északnyugati részére, amelyet a mai napig Secui-nak neveznek (Libertății, Horia, Cloșca és Crișan utcák). 1640-ben 23 székely családot írtak itt össze, 1697-re csupán hat gazda maradt belőlük. Lakosságának zömét román zsellérek alkották, akik halászattal, hajók és kompok készítésével foglalkoztak.
A várat négyszög alakú fal és árok védte, udvarán négyszintes lakótorony állt, mellé 1629 és 1640 között öt helyiségből álló udvarházat építettek. A férfiágon kihalt iktári Bethlen családtól a várat és az uradalmat házassága révén Thököly István szerezte meg. 1670-ben a várat Apafi fejedelem rendeletére, a Veres-bástya és a várkapu kivételével lerombolták, mert attól féltek, hogy a törökök kezére jut. Köveiből Thököly Imre építtetett újra várkastélyt, de ez 1714-ben már ismét omladozott. 1716-ban uradalmával együtt Kászoni János szerezte meg, ettől kezdve az általa alapított Bornemisza család birtokolta.
A 18. században és a 19. század első felében mezővárosként említették. 1746-ban a pálosok és a ferencesek szerveztek római katolikus plébániát, amelyet 1794-től saját plébános gondozott. Református egyháza 1766-ban, Branyicska filiával együtt 128 főt számlált. A marosi sószállítás 1772-es szabályozása után sóraktárat építettek benne.
1784-ben paraszti lakossága Iosif Budai és Ion Florea papok vezetésével részt vett a Horea-felkelésben, nemesi kúriáit november 29-én kifosztották. 1786-ban 927-en lakták, 47%-uk zsellér, 24%-uk nemes, 20%-uk jobbágy és öt papi személy. 1808-tól 1818-ig, majd 1825-től 1865-ig és 1884-től 1949-ig Hunyad vármegye Marosillyei járásának székhelye volt.
1868-ban érte el a vasút, majd 1899-ben, a Marosillye–Lugos vonal átadásával vasúti csomóponttá vált. Az 1870-es években építették ki az első árvízvédelmi töltést. 1872-ben nyílt benne gyógyszertár. 1900-ban épült meg az első hídja vasból a Maroson (ez a főút mai hídja alatt található), korábban kompon lehetett átkelni, amely a Bornemisza család tulajdona volt. A folyó homokjából 1914-ig aranyat is mostak. 1890-ben itt kezdett el működni az első óvoda Hunyad vármegyében. 1901-ben Progresul néven takarékpénztárat, 1903-ban Marosillye és Vidéke címmel lapot alapítottak a községben. Az 1970-es árvíz idején a töltés átszakadt és a Maros átlagosan két és fél méteres magasságig a város teljes területét elöntötte és 68 ház összedőlt. A katasztrofális árvíz 1975-ben megismétlődött.

## Lakossága
1850-ben 959 lakosából 728 román és 183 magyar nemzetiségű, 740 görögkatolikus, 136 római katolikus és 67 református vallású volt.

1900-ban 1329 lakosából 753 volt román, 483 magyar és 92 német anyanyelvű, 760 ortodox, 282 római katolikus, 152 református és 92 zsidó vallású. A lakosság 52%-a tudott írni és olvasni, a nem magyar anyanyelvűek 29%-a beszélt magyarul. 

2002-ben 1747-en lakták, közülük 1715 román és 22 magyar nemzetiségű, 1558 ortodox, 112 pünkösdista és 21 római katolikus vallású.

## Látnivalók
- A Bornemisza-kastély késő klasszicista épülete a várkastély korábbi helyén épült a 19. század közepén. A 20. században kórház működött benne.
- Az előbbi udvarán található a várkastély megmaradt épületrésze, az ún. Veres-bástya. (Az óolasz bástya, amelyet a várfal déli sarkára építettek 1552 után, szemben a Maros partján létezett, a 18. századra elpusztult a Lunkán nevű településsel. A három másik sarokbástyától eltérően valószínűleg eredetileg lakóépületnek szánták.) Északkeleti, tornácos oldalán külső festés nyomaira, indadíszítésre bukkantak, és valószínűleg e festés színéről kapta a Veres-bástya nevet. A 18. században az uradalom tisztségviselői laktak benne. Az 1850-es években historizáló átalakításokat végeztek rajta, neogótikus ablakoromzatokkal és portáléval látták el. 2003-ban a ferences rend vásárolta meg és újította föl. Falán a nagyenyedi diákok által 1909-ben állított emléktábla Bethlen Gábor szülőhelyének nevezi, és talán ennek a hagyománynak köszönheti a fennmaradását. A fejedelem valójában a vár közepén egykor állott négyszintes lakótoronyban születhetett. Ott helyezte el az első emléktáblát még Bethlen István, ám a tornyot a vár egyéb részeivel együtt 1670-ben lerombolták.
- A római katolikus templomot először 1412-ben említették. A 16. századtól a reformátusoké volt. 1749-ben két ferences szerzetes vezette katolikus székelyek foglalták vissza.[4] A déli oldalon a falba kívülről egy latin nyelvű, 1581-es kőlapot építettek. A középkor végéről valók a sekrestyeajtó, és a sekrestye keleti ablakának késő gótikus kőkeretei.[5] Főoltárát a máriapócsi kegykép bécsi eredetijének másolata díszíti.[6]
- A református templomot 1749 után építették, miután a korábbi templomot a katolikusok szerezték meg. Saját papja 1968-ig volt.[7] Gyülekezet híján mindkét egykori magyar templom romosodik.
- Az ortodox templomot 1792-ben építette Tóth Dániel helyi református építőmester. Temető veszi körül, régi sírkövekkel.
- A Rappaport-kúriát egy gazdag vendéglős család építette 1878 után.
- Ortodox parókia[8]

## Oktatás
Marosillyén 1958-ban kezdődött meg a líceumi szintű oktatás. 1977-ben az addigi elméleti osztályok helyét mezőgazdasági gépészeti képzés váltotta fel. 1991-ben újraindult az elméleti líceum, a szakiskolai oktatás mellett.

## Híres emberek
- Itt született 1580. november 15-én Bethlen Gábor erdélyi fejedelem.
- Itt született 1920. szeptember 26-án Nicolae Boboc zeneszerző.
- Itt született 1930. július 19-én Pompiliu Teodor történész.

## Képek

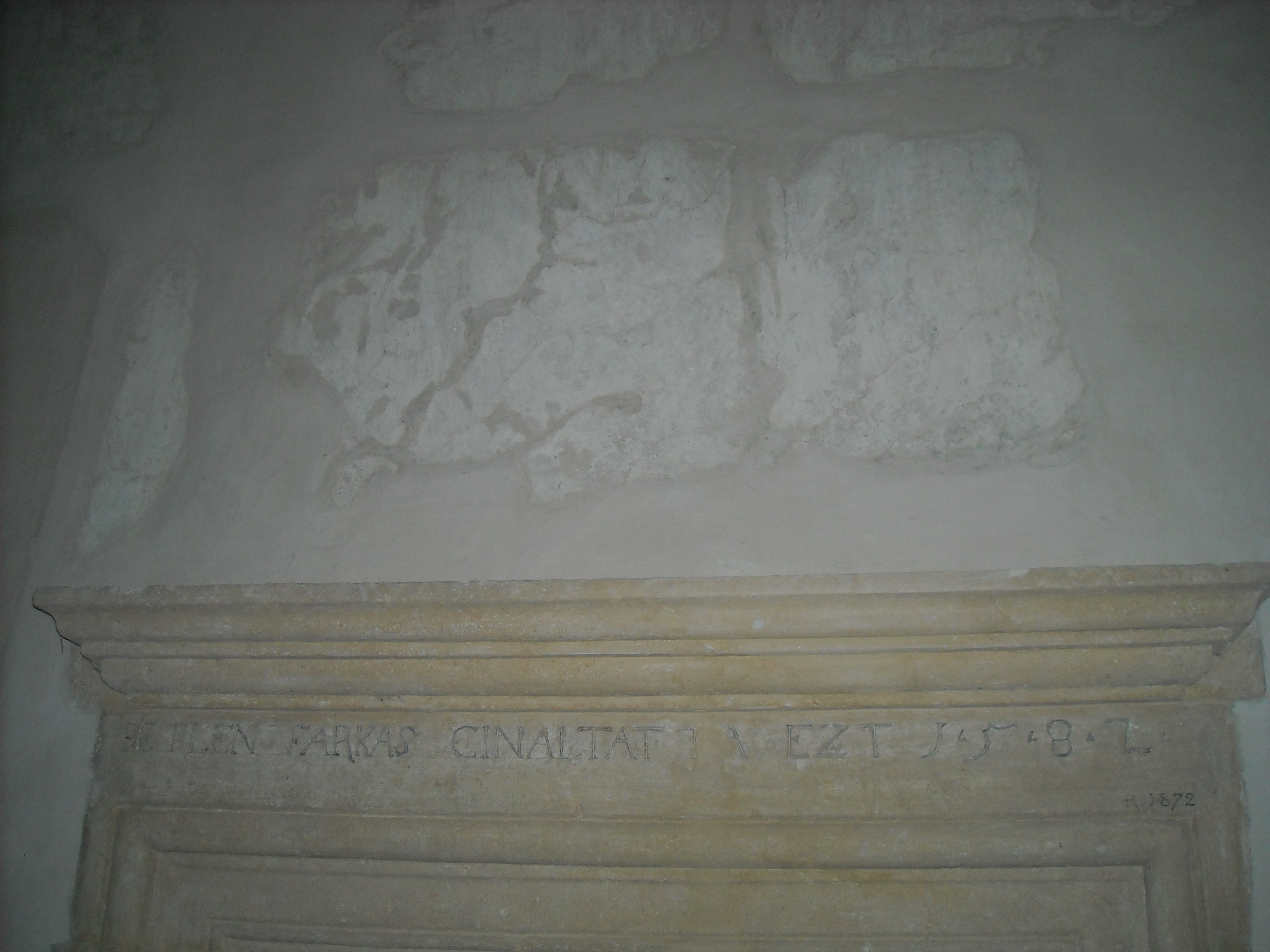
Felirat a Veres-bástyában: „Betlen Farkas cinaltat(t)a ezt 1.5.8.2.”
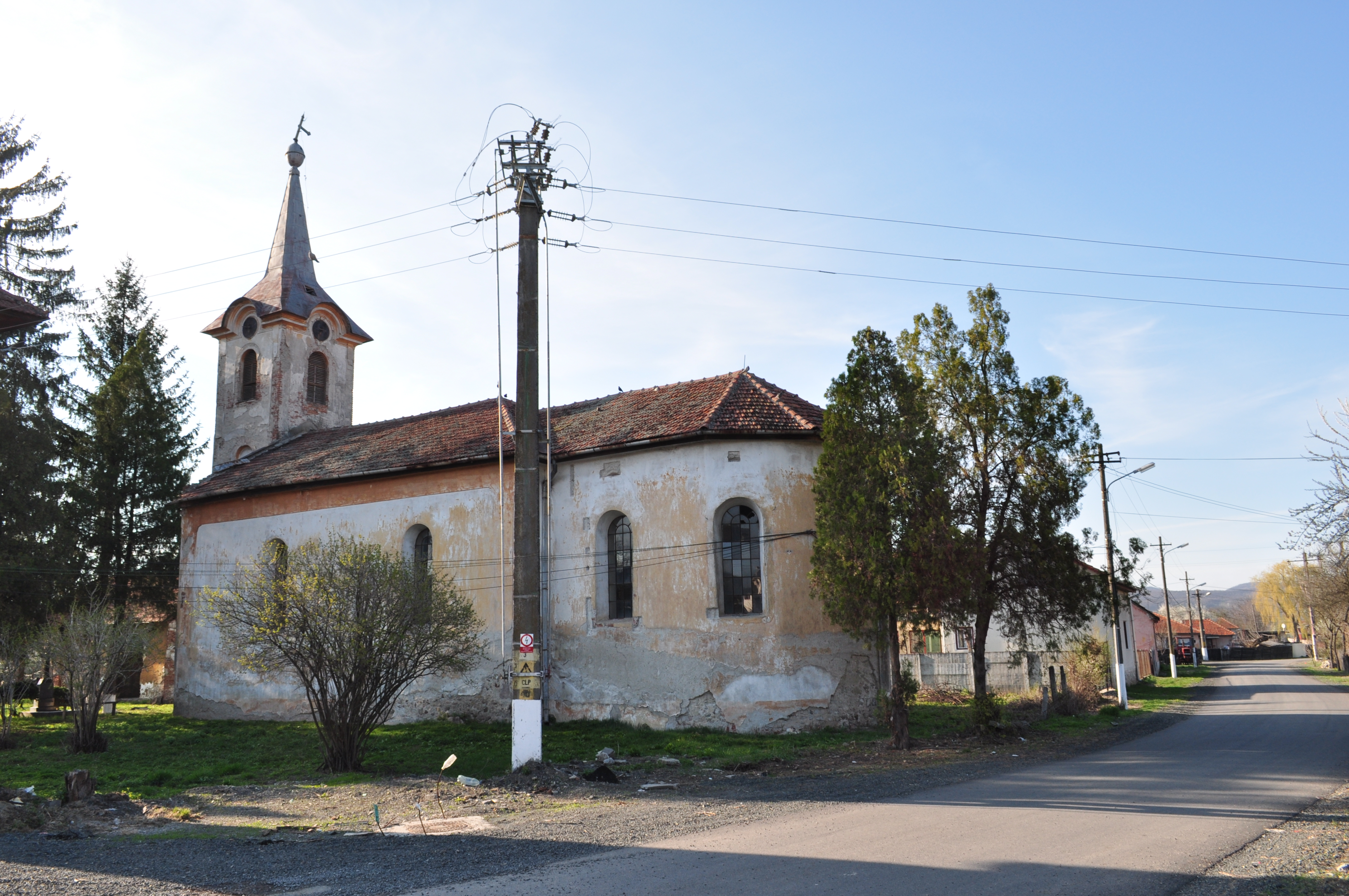
Római katolikus templom
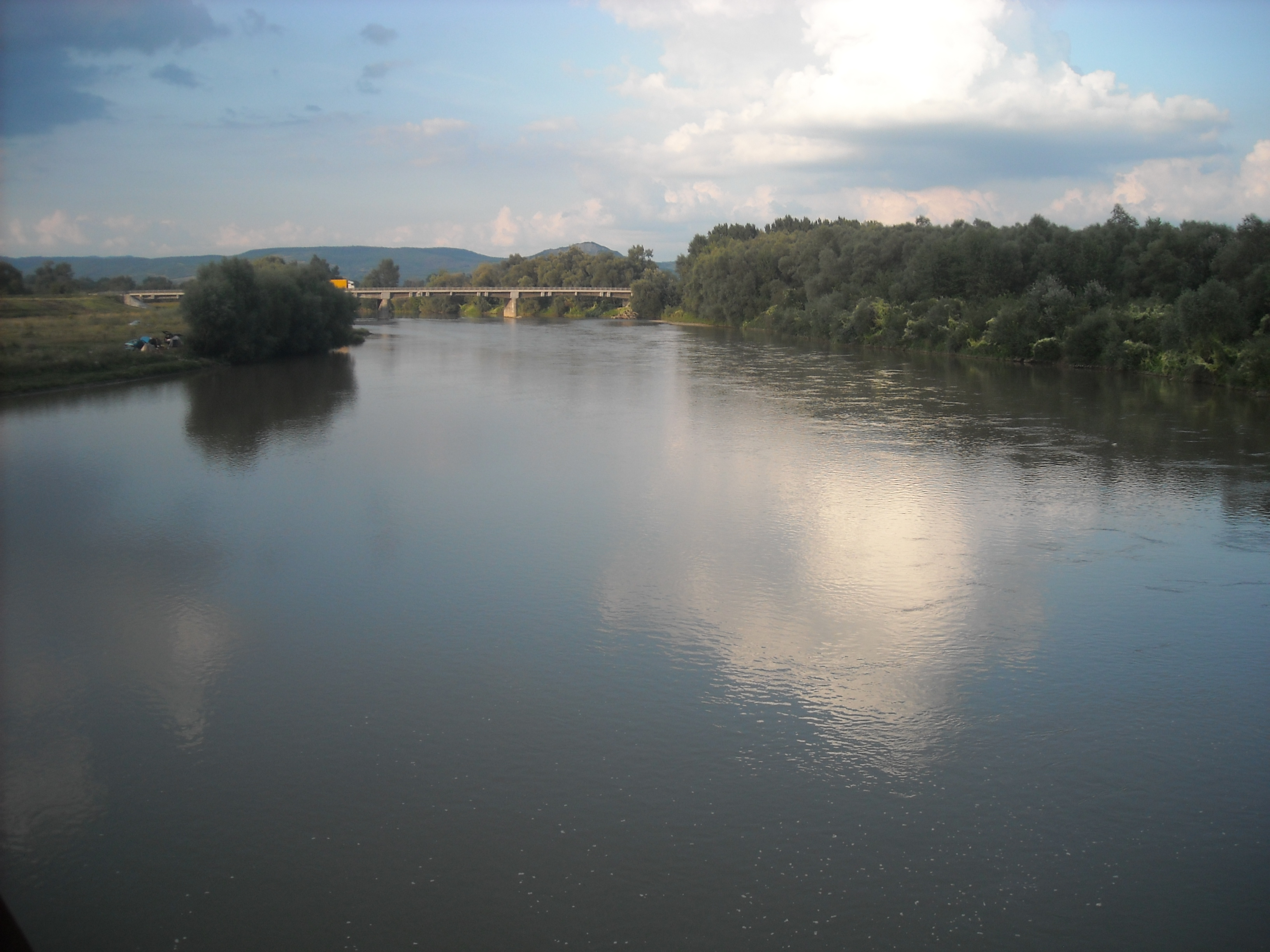
A Maros Marosillyénél
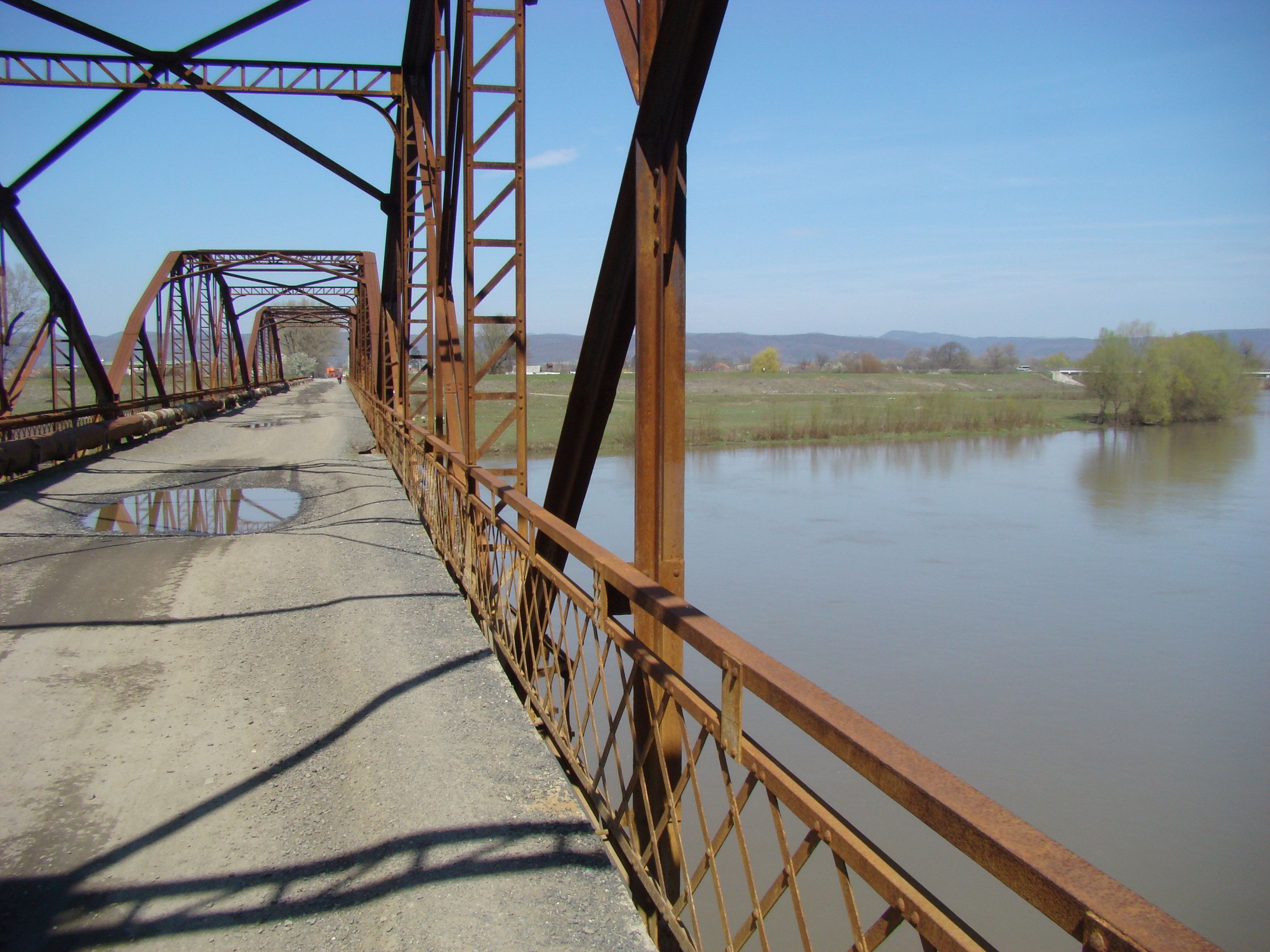
A régi Maros-híd
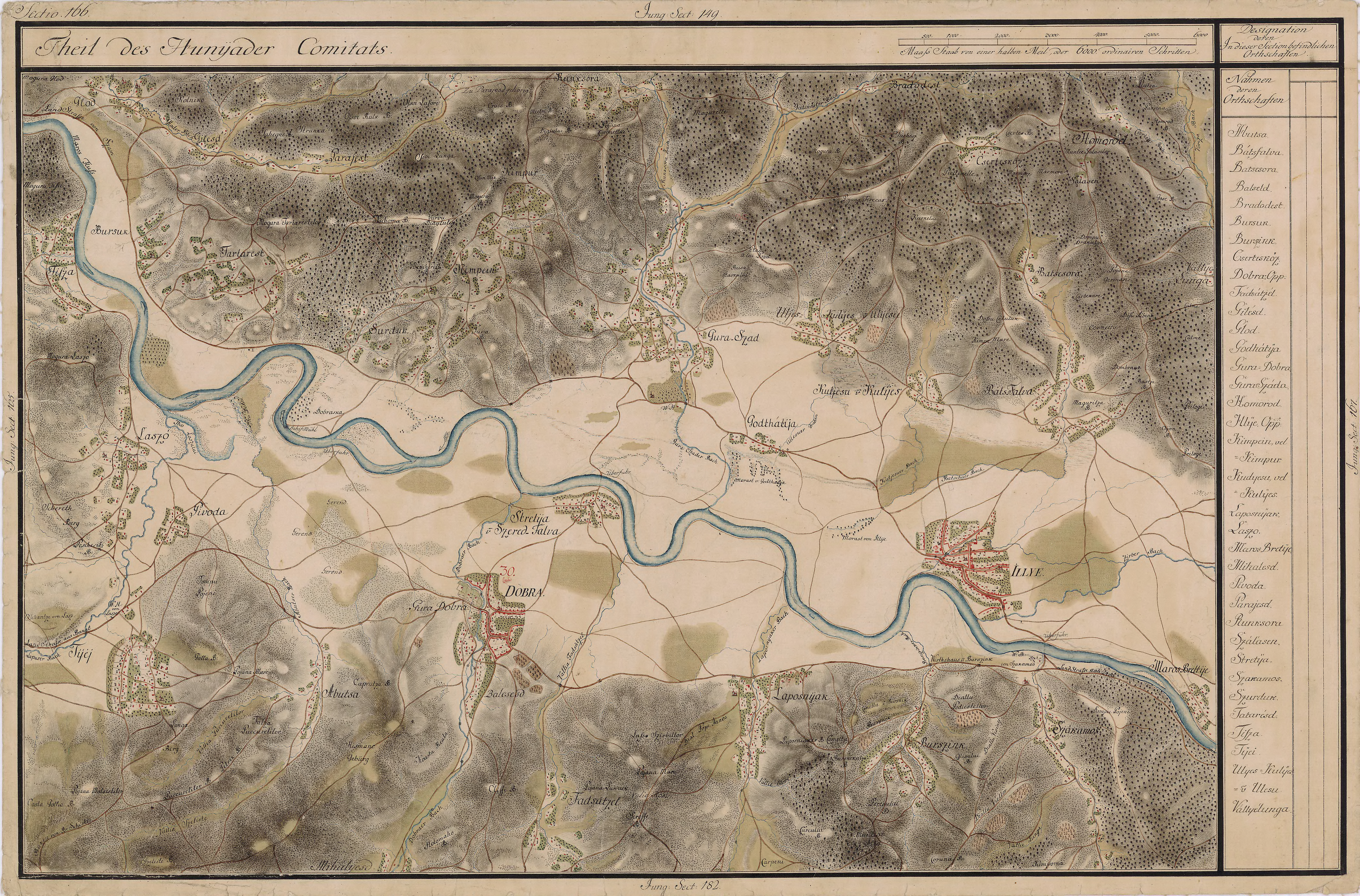
Marosillye környéke 1769–73 között